# Afrikafeldzug
1940: Italienische Invasion Ägyptens – Operation Compass
1941: Unternehmen Sonnenblume – Belagerung von Tobruk – Operation Battleaxe – Operation Crusader
1942: Unternehmen Theseus – Erste Schlacht von El Alamein – Schlacht von Alam Halfa – Zweite Schlacht von El Alamein – Operation Torch
1943: Tunesienfeldzug
Unter dem Begriff Afrikafeldzug sind im deutschsprachigen Raum die militärischen Operationen der Achsenmächte gegen die Alliierten in Libyen, Ägypten und Tunesien während des Zweiten Weltkrieges im Zeitraum vom 9. September 1940 bis zum 13. Mai 1943 bekannt. Ziel des Feldzugs war die Erlangung der Vorherrschaft in Nordafrika.

## Ausgangslage
Italien war nach Kriegsbeginn 1939 zunächst „nichtkriegführendes“ Land geblieben. Angesichts des sich rasch abzeichnenden deutschen Sieges im Westfeldzug wollte sich Benito Mussolini seinen Anteil an der zu erwartenden Beute sichern. Am 10. Juni 1940 erklärte er dem nahezu besiegten Frankreich den Krieg. Die italienischen Truppen griffen am 20. Juni an der Alpengrenze an, wurden aber von den erbitterten Franzosen trotz unterlegener Kräfte zurückgeschlagen. Hitler zwang Frankreich jedoch, auch Italien in den Waffenstillstand mit einzubeziehen. Italien befand sich fortan an der Seite Deutschlands im Krieg mit Großbritannien, was sich bald auch auf die italienischen Kolonien in Libyen und Ostafrika auswirkte.
Nach dem Fall Frankreichs waren nahezu ganz West- und Mitteleuropa von der Achse besetzt, mit dieser verbündet oder zumindest neutral. Französisch-Nordafrika stand wie die französische Flotte unter der Kontrolle der Vichy-Regierung, die von guten Beziehungen zu Deutschland abhängig war. Zwar hatte General Charles de Gaulle angekündigt, im Namen des „Freien Frankreich“ den Kampf gegen die Achsenmächte fortzusetzen, doch blieben die meisten französischen Kolonien loyal zu Vichy.
Afrika, das Mittelmeer und der Nahe Osten waren für die Briten von fundamentaler Wichtigkeit. Der Suezkanal und die Straße von Gibraltar waren wichtige Lebensadern des Empire. Da nach dem Fall Frankreichs und dem Beginn der Luftschlacht um England jederzeit mit einer deutschen Invasion der britischen Inseln (die deutscherseits unter dem Namen Unternehmen Seelöwe vorbereitet wurde) gerechnet werden musste und die Hauptkräfte der britischen Armee somit im Mutterland gebunden waren, waren die Briten zur Verteidigung ihrer Nahost-Position auf Unterstützung durch die Staaten des Commonwealth angewiesen. In erster Linie waren dies die Truppen Australiens, Neuseelands, Südafrikas und Britisch-Indiens, die sich nach und nach im Nahen Osten sammelten und dort auf ihren Einsatz vorbereitet wurden. Über den See- und Landweg – von Nigeria quer durch die Sahara – gelangten später auch belgisch-kongolesische Truppen nach Ägypten.

## Geographische Lage
Das Schlachtfeld war ein ungefähr tausend Kilometer langer Streifen am Mittelmeer. Die Kämpfe fanden vor allem in der Kyrenaika statt, im Westen begrenzt in Libyen durch die Befestigung El Agheila am Südufer der Großen Syrte, im Osten durch die Grenz- und Hafenstadt Sallum in Ägypten. Die Breite des Streifens betrug lediglich hundert Kilometer; im Norden war das Mittelmeer und im Süden lagen die Weiten der Wüste. Viele Besonderheiten des Wüstenkrieges erklären sich durch diese geographische Lage im Allgemeinen und durch topografische Gegebenheiten im Speziellen. Das Gelände war zumeist dürr und geröllhaltig. Dörfer und Städte gab es nur wenige, weswegen die traditionelle Kriegsführung hier keine Gültigkeit besaß: Geländegewinne waren deutlich weniger wichtig, zum Teil sogar durch Überdehnung der Versorgungswege immens gefährlich. Von Bedeutung war vielmehr die Entfernung zum Aufmarschgebiet. Das Klima forderte seinen Tribut und Auffrischungen von Material und Personal waren ständig nötig, während die wenigen parallel zur Küste führenden Nachschubwege sehr beschwerlich waren, weswegen das Operieren in Entfernung zur Basis noch schwieriger war als z. B. in Russland.

## Verlauf

### Italienische Invasion Ägyptens

Italienische Invasion Ägyptens 1940

Der Nordafrikafeldzug begann nach kleineren Gefechten an der libysch-ägyptischen Grenze am 9. September 1940 mit einer Serie von Luftangriffen auf britische Grenzposten, gefolgt am 13. September von der Invasion der zahlenmäßig weit überlegenen italienischen 10. Armee unter Führung von General Mario Berti von Libyen aus nach Ägypten. Benito Mussolini hatte vom italienischen Oberbefehlshaber in Libyen, Rodolfo Graziani, diesen Vorstoß gefordert, um den Briten den Sueskanal zu entreißen und die italienischen Besitzungen in Nord- und Ostafrika zu verbinden. Die vorsichtig ostwärts über die Grenze vorrückenden Italiener drangen binnen weniger Tage etwa 100 Kilometer bis nach Sidi Barrani vor, wo sie aufgrund der Zerstörung ihrer Nachschubwege durch britische Flugzeuge und Kriegsschiffe haltmachten und befestigte Lager errichteten. Da diese zu weit voneinander entfernt waren, als dass sie sich gegenseitig hätten unterstützen können, konnten sie mehrmals erfolgreich von mobilen Einheiten der britischen Western Desert Force unter General Richard O’Connor angegriffen werden. Die Hauptkräfte der Western Desert Force blieben unterdessen in ihren Stellungen bei Marsa Matruh. In der Folgezeit widmeten sich die Italiener dem Ausbau der Via Balbia nach Ägypten und der Anlage von Nachschubdepots.
Am 28. Oktober 1940 eröffneten die Italiener einen schlecht vorbereiteten neuen Kriegsschauplatz durch ihren Angriff auf Griechenland. Von da an wurden dringend für die Großoffensive gegen Ägypten benötigte Truppen und Ausrüstungen nach Griechenland geschickt und die italienischen Kräfte zersplittert. Zudem wurden ihre reduzierten Nachschubkonvois nach Afrika immer erfolgreicher von britischen Schiffen und Flugzeugen angegriffen. Der geplante Weitermarsch Grazianis nach Marsa Matruh wurde daher bis auf weiteres abgesagt. In der Nacht zum 12. November erlitt zudem die italienische Flotte durch den britischen Angriff auf Tarent schwere Verluste und war in ihrer Einsatzfähigkeit bis auf weiteres stark eingeschränkt. Die Briten übernahmen die Verteidigung Kretas und unterstützten die Griechen zudem durch die Entsendung von Lufteinheiten aus Ägypten.
Die deutsche Führung reagierte auf diese italienischen Rückschläge und auf das britische Vordringen auf die griechischen Inseln mit dem Angebot der Unterstützung, die zunächst aus Einheiten der Luftwaffe bestehen sollte. Erst im Frühjahr 1941 wollte man mit Bodentruppen in den Krieg in Griechenland eingreifen. Zudem übte man Druck auf die spanische Regierung unter Francisco Franco aus, an der Seite der Achse in den Krieg einzutreten, um im Unternehmen Felix gemeinsam den britischen Stützpunkt Gibraltar einnehmen und so die westliche Einfahrt ins Mittelmeer kontrollieren zu können. Diese Bemühungen, die in der „Weisung Nr. 18“ des OKW vom 12. November 1940 niedergelegt waren, blieben jedoch erfolglos.

### Britischer Gegenangriff

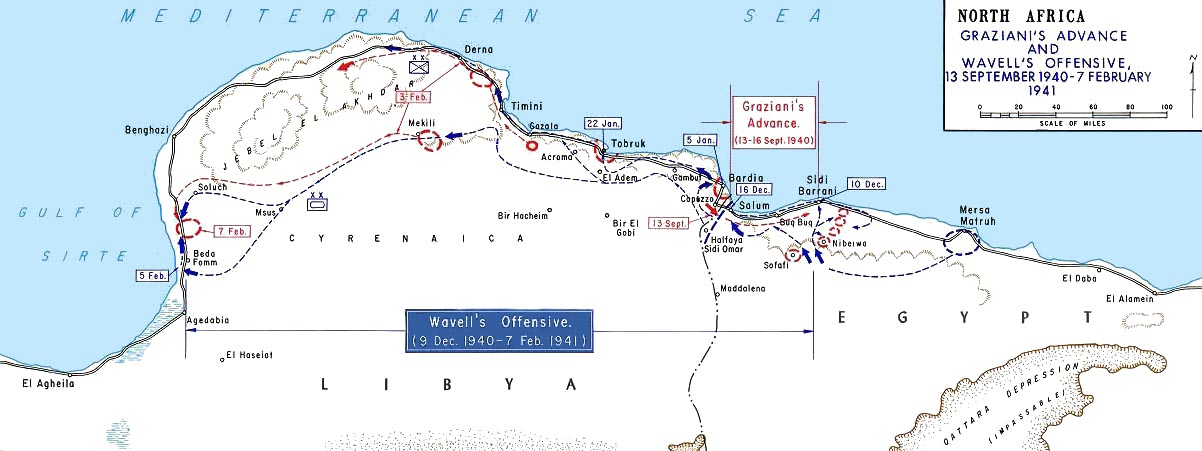
Italienischer Vorstoß nach Ägypten und die britische Operation Compass

Die Inaktivität der Italiener bei Sidi Barrani bestärkte das britische Nahostkommando unter Archibald Wavell in ihren Plänen zu einem Gegenschlag. Unter größtmöglicher Geheimhaltung wurde die Western Desert Force, bestehend aus der 4. indischen Infanteriedivision und der britischen 7. Panzerdivision, Anfang Dezember in ihre Angriffspositionen vorgeschoben. Teile der italienischen Armee wurden geschickt umgangen, vom Nachschub abgeschnitten und somit zur Aufgabe gezwungen. Die restlichen italienischen Verbände flüchteten daraufhin nach Libyen. Sollum und das Fort Capuzzo fielen unverteidigt in britische Hände und Anfang Januar 1941 konnte der Hafen Bardia jenseits der libyschen Grenze eingenommen werden, wobei knapp 40.000 Italiener in Gefangenschaft gerieten. In rascher Folge fielen danach Tobruk und Derna. Am 7. Februar gelang es den Alliierten den Großteil der sich zurückziehenden italienischen Truppen abzuschneiden und in der Schlacht bei Beda Fomm südlich von Bengasi zu schlagen. Die italienischen Truppen in der Kyrenaika waren damit überwiegend zerschlagen, nur etwa 30.000 Mann gelang der weitere Rückzug nach Westen. Insgesamt gingen etwa 130.000 italienische Soldaten in alliierte Kriegsgefangenschaft. Nach der Einnahme von El Agheila wurde der britische Vormarsch eingestellt, da Churchill nunmehr den Schwerpunkt auf Ostafrikafeldzug (Abessinien) und den Balkanfeldzug (Griechenland) legte.

### Entschluss zum deutschen Eingreifen
Das deutsche Oberkommando des Heeres hatte schon früh auf die Notwendigkeit einer Unterstützung der Italiener auch in Nordafrika hingewiesen und den General Wilhelm von Thoma in die Kyrenaika entsandt, um die Möglichkeit eines Einsatzes gepanzerter Truppen zu untersuchen. In seinem Bericht hatte Thoma der Überzeugung Ausdruck gegeben, dass man aufgrund der schlechten Nachschubmöglichkeiten über Land erst die Eroberung des Hafens Marsa Matruh (Ägypten) durch die Italiener abwarten sollte. Durch den Erfolg der Operation Compass wurden diese Überlegungen schon bald hinfällig.
Im Dezember befahl Hitler die Verlegung des X. Fliegerkorps nach Sizilien, mit dessen Hilfe die Achsenmächte die Luftüberlegenheit über dem Mittelmeer zurückerringen und den britischen Schiffsverkehr durch die Straße von Sizilien zum Erliegen bringen sollten. Dessen Einheiten erzielten Anfang Januar ihre ersten Erfolge, als sie den Flugzeugträger Illustrious durch Luftangriffe schwer beschädigten und den Kreuzer Southampton versenkten. In der Folge wichen britische Nachschubschiffe zunehmend auf die längere Route um das Kap der Guten Hoffnung aus. Ende Januar begannen deutsche Flugzeuge zudem, den Sueskanal aus der Luft zu verminen, wobei sie italienische Basen im Dodekanes zum Auftanken benutzten.
Hitler, der lange gezögert hatte, weil es ihm um „seinen“ Feldzug, den Krieg gegen die Sowjetunion, ging, stimmte schließlich der Aufstellung eines „Sperrverbands“ für Afrika zu. Am 11. Januar erließ er die „Weisung Nr. 22“, in der neben dem Unternehmen Sonnenblume zunächst noch eine gleichzeitige Verstärkung der italienischen Truppen in Albanien (Unternehmen Alpenveilchen) vorgesehen war. Letzteres wurde nach Rücksprache mit Mussolini schließlich fallengelassen, auch da die Entwicklung in der Kyrenaika schnelles Handeln zu erfordern schien. General Erwin Rommel wurde mit der Führung dieser deutschen Unterstützungstruppen für die bedrängten Italiener beauftragt. Neben der Entsendung kostbarer Einheiten aus der kriegsentscheidenden Panzertruppe ins ferne Afrika hatte Hitler schließlich im Frühjahr 1941 auch noch auf dem Balkan einen Feldzug zu führen, um seinen Verbündeten vor einem weiteren Debakel zu bewahren sowie um die „weiche“ Flanke der Achse im Süden Europas zu sichern.
Ursprünglich war das Deutsche Afrikakorps als reiner Sperrverband konzipiert, dem die Aufgabe zugedacht war, die italienischen Gebiete in Nordafrika zu halten. Hitler befürchtete zu Recht, dass es den Briten gegebenenfalls gelingen könnte, die italienischen Truppen ganz aus Afrika zu vertreiben. Dies hätte nicht zuletzt ungute politische Folgen für Mussolini gehabt. Bereits hier zeigt sich, dass der Afrikakrieg seitens Hitlers grundsätzlich als Prestigekrieg gesehen wurde, eine größere strategische Bedeutung wurde dem Schauplatz Afrika nicht beigemessen, die Entscheidung suchte Hitler im Osten. Das Afrikakorps stellte die ersten deutschen Bodentruppen in Afrika dar, die formal noch unter dem Kommando der Italiener standen. Dabei wurden anfangs ausschließlich motorisierte und gepanzerte Verbände der Wehrmacht für den Wüstenkrieg ausgewählt. Dies waren die 5. leichte Division (die spätere 21. Panzer-Division), die 90. leichte Afrika-Division sowie die 15. Panzer-Division.

### Gegenangriff des Afrikakorps

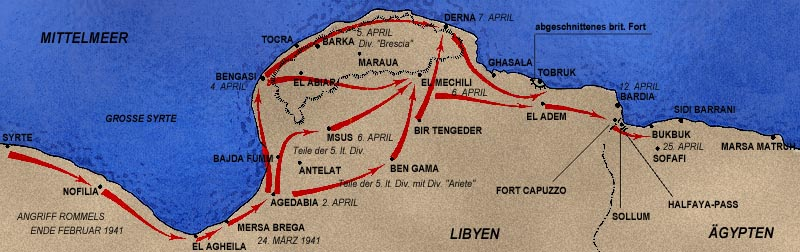
Vorstoß des Afrikakorps nach Ägypten bis zum 25. April 1941

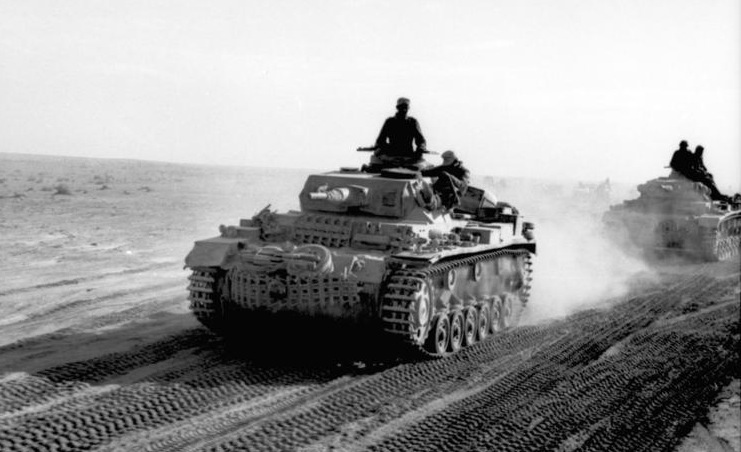
Deutsche Panzer III in Fahrt, April 1941

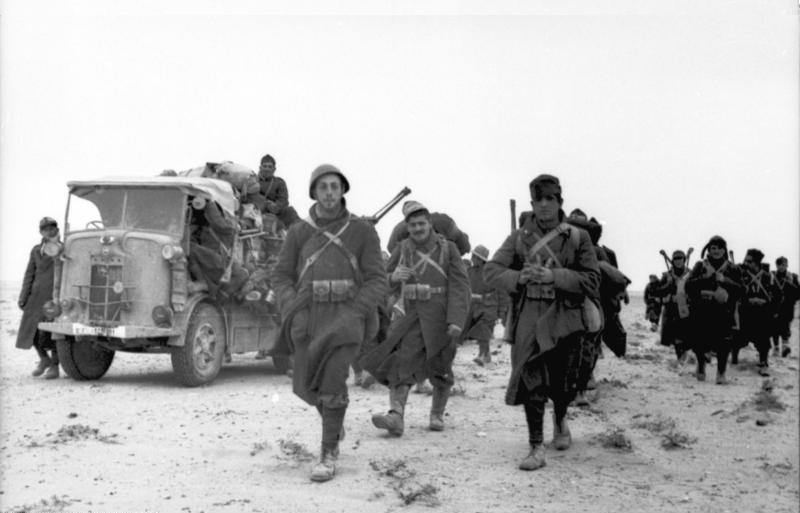
Italienische Truppen in Nordafrika, April–Mai 1941

Am 11. Februar 1941 landeten die ersten deutschen Truppen in Tripolis. Die italienischen Truppen waren aufgrund ihrer Niederlagen bereits moralisch angeschlagen und ihre Verteidigungsstellungen waren nur lückenhaft ausgebaut. Auf seiten der Luftwaffe wurde am 24. Februar die Kommandobehörde des Fliegerführers Afrika geschaffen, dem alle fliegenden Verbände auf dem afrikanischen Kontinent unterstellt waren.
Im Gegensatz zur geplanten, defensiven Haltung des Afrikakorps hielt Rommel ein offensives Vorgehen gegen die britischen Truppen für unbedingt notwendig. Diese Meinung stand im starken Gegensatz zur Meinung des italienischen Generals Gariboldi, welcher den Erfolg im defensiven Vorgehen sah. Am 31. März begann auf Rommels eigenmächtigen Befehl der Vormarsch. Sein Hauptvorstoß richtete sich auf Marsa el Brega, um einen Brückenkopf zur Einnahme der Kyrenaika errichten zu können.
Durch Rommels erfolgreiche Taktik des mobilen Wüstenkriegs wurden britische Truppen unter General Archibald Wavell über Bengasi und Derna 800 Kilometer zurückgeworfen (allerdings hatte der Abzug von Einheiten von Afrika zur Front in Griechenland die ursprünglich überlegenen britischen Verbände reduziert). Kurz darauf konnte Bengasi besetzt werden. Diese schnellen Erfolge führten in der italienischen Generalität zu Erstaunen und auf britischer Seite zu einem tiefen Schock.

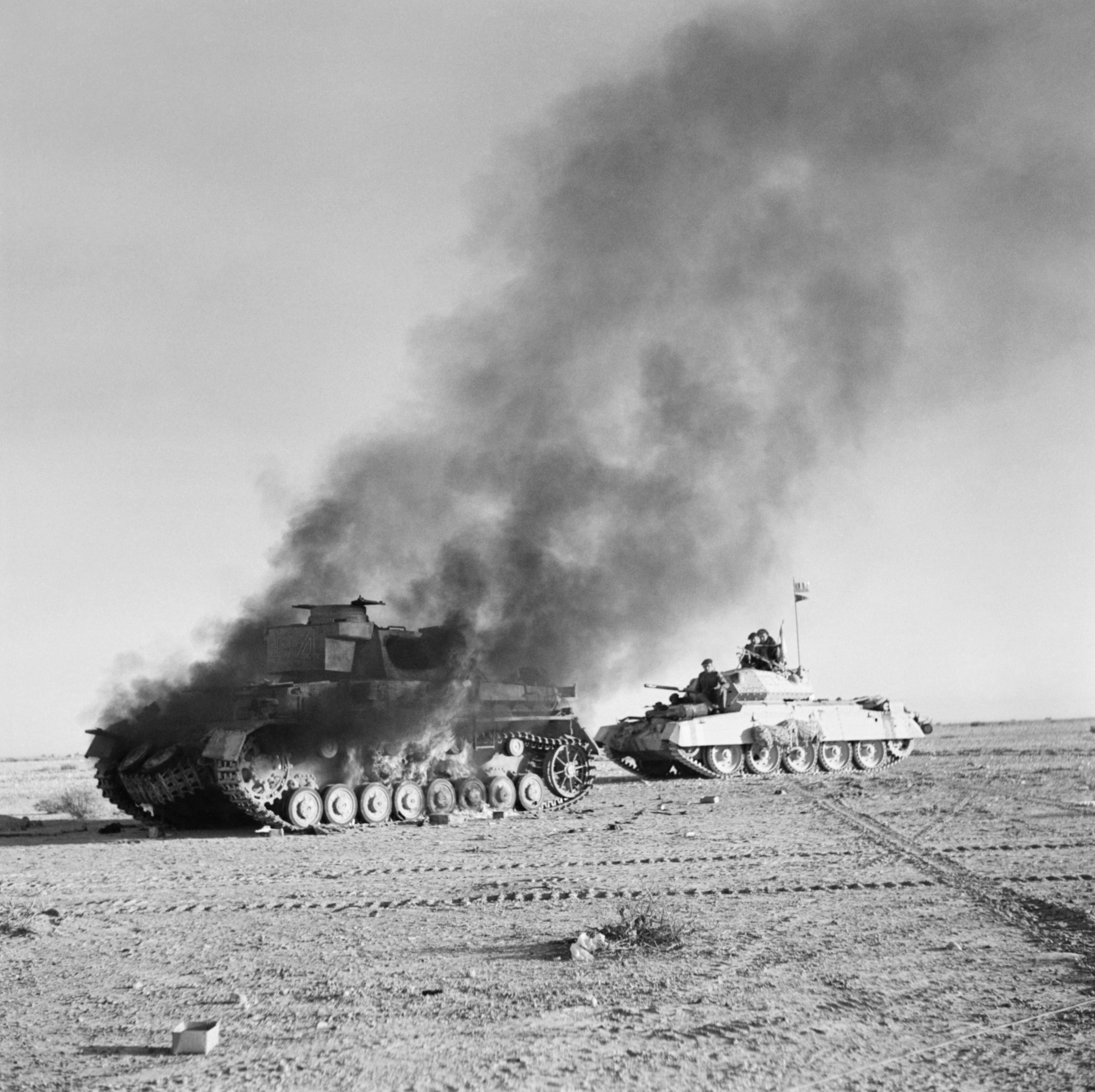
Abgeschossener deutscher Panzer IV, rechts britischer Crusader (27. November 1941)

Der deutsche Vormarsch stoppte Mitte April bei der ägyptischen Grenzstadt und Festung Sollum östlich von Tobruk. Diese war kurz zuvor von den italienischen Truppen ausgebaut und danach beinahe kampflos geräumt worden. Bis zum 13. April unternahm die deutsche Wehrmacht drei erfolglose Angriffe auf das von ihnen umzingelte Tobruk. Nach schweren Verlusten musste auf Rommels Befehl die Eroberung dieser wichtigen Hafenstadt vorerst zurückgestellt werden. Die deutschen Kräfte waren zu schwach, um den Ring von Minenfeldern und Stellungen rings um Tobruk aufzusprengen. Rommel musste seine Panzer für die bewegliche Kriegsführung in der Wüste zurückhalten. Weitere Vorstöße in Richtung Osten konnten nicht durchgeführt werden, da das Afrikakorps bereits hier mit bedrohlichen Versorgungsengpässen zu kämpfen hatte, die schlussendlich zu einem Stellungskrieg bei und um Sollum/Tobruk führten.
Die Briten hatten zeitgleich auf der anderen Flanke des Kriegsschauplatzes mit den Folgen des Militärputsches im Irak vom 1. April 1941 fertigzuwerden; deutsche, italienische und vichy-französische Hilfeleistungen für die irakischen Putschisten waren zu schwach, um den Ausgang des folgenden Britisch-Irakischen Krieges (Mai 1941) zu verändern. Die pro-britische Regierung des Irak wurde wieder eingesetzt. Später nutzten die Briten den Irak als Sprungbrett für den Syrisch-Libanesischen Feldzug (Juni 1941) und dann für die anglo-sowjetische Invasion des Iran (August 1941), um auch dort den Achsenmächten den Zugriff auf den Mittleren Osten zu verwehren.

### Operation Crusader
Im November begannen britische Truppen mit Gegenangriffen im Rahmen der „Operation Crusader“ mit zusätzlichen Kräften, die aus dem abgeschlossenen syrisch-libanesischen Feldzug verfügbar geworden waren. Ziel war die Entlastung der Festung Tobruk durch die Ablenkung deutscher Truppen. Am 18. November 1941 traten sie zu einem zweiten Stoß an, der die Pattsituation beendete. Der britische Großangriff ermöglichte einen Ausbruch der Besatzung von Tobruk aus dem die Stadt umgebenden Belagerungsring und warf das deutsche Afrikakorps bis Ende des Jahres 1941 auf seine Ausgangsstellung am Westrand der Cyrenaika zurück. Die Deutschen und Italiener verloren fast 40.000 Mann. Durch diese Offensive musste Hitler nach der Schwächung des X. Fliegerkorps die Luftflotte 2 von der Ostfront in den Mittelmeerraum verlegen lassen, weil eine potentielle vollständige Niederlage in Nordafrika den Zusammenbruch des Mussolini-Regimes befürchten ließ.

### 1942: Unternehmen Theseus und Alamein-Schlachten

Montgomery beobachtet den Vorstoß seiner Panzereinheiten während der zweiten Schlacht von El Alamein

Massive Angriffe des II. Fliegerkorps der deutschen Luftflotte 2 unter Albert Kesselring auf wichtige Knotenpunkte wie Malta, von wo aus britische U-Boote und Flieger die deutschen und italienischen Nachschublieferungen attackierten, sorgten um die Jahreswende dafür, dass diese Störungen zeitweilig unterblieben. Auch wurden der Nachschub durch Transportflieger über das Mittelmeer koordiniert und die Kommandobehörde des Lufttransportführers Mittelmeer neu geschaffen. Unter diesen Umständen gelang es Rommel im Januar 1942, die Initiative zurückzugewinnen. Er nutzte den durch die Luftunterstützung entstandenen operativen Vorteil sowie insbesondere frisch herangeführte Verstärkungen für einen überraschenden Gegenangriff, der die Panzerarmee Afrika bis Ende Juni bis nach El Alamein, nur 100 Kilometer vor Alexandria, führte.
Die neu aufgestellte Fallschirmjägerbrigade 1 unter Hermann-Bernhard Ramcke war, mit weiteren deutschen und italienischen Fallschirmjägergroßverbänden, 1942 für das kurzfristig abgesagte Unternehmen Herkules zur Einnahme der Insel Malta auf dem Kriegsschauplatz Mittelmeerraum vorgesehen, da sich vermeintlich durch den Vormarsch in Nordafrika die operative und auch die logistische Lage verbesserte. Der Großverband wurde daraufhin als reguläre Infanterie in Afrika eingesetzt. Sie war jedoch durch die schnelle Verlegung wegen mangelnder Motorisierung nur bedingt für den Wüstenkrieg geeignet. Durch die wechselnden Offensiven beider Seiten hatte sich der Afrikafeldzug 1942 zu einem sehr schnellen Bewegungskrieg gewandelt, da sich die Wüste für weiträumige Panzeroperationen über Hunderte von Kilometern besonders eignet.
Am 26. Mai startete das Afrikakorps das Unternehmen Theseus, mit dem Ziel, Tobruk zu erobern. Nach schweren Panzergefechten gelang es den Achsenmächten am 11. Juni, Bir Hakeim einzunehmen, um den Vormarsch auf Tobruk einzuleiten.
Rommel umging die britischen Stellungen südlich der Festung und griff mit einer Überraschungsoffensive an. Begleitet wurde der Vorstoß von Ju 87-Sturzkampfbombern, welche die feindlichen Linien beschossen und bombardierten und dabei britische Kommunikationswege unterbrachen. In der nachfolgenden Verwirrung konnten Rommels Panzerkräfte in die Stadt eindringen und sie am 20. Juni innerhalb weniger Stunden besetzen. Infolge dieses von der NS-Propaganda gefeierten Handstreichs wurde Rommel zum Generalfeldmarschall befördert.

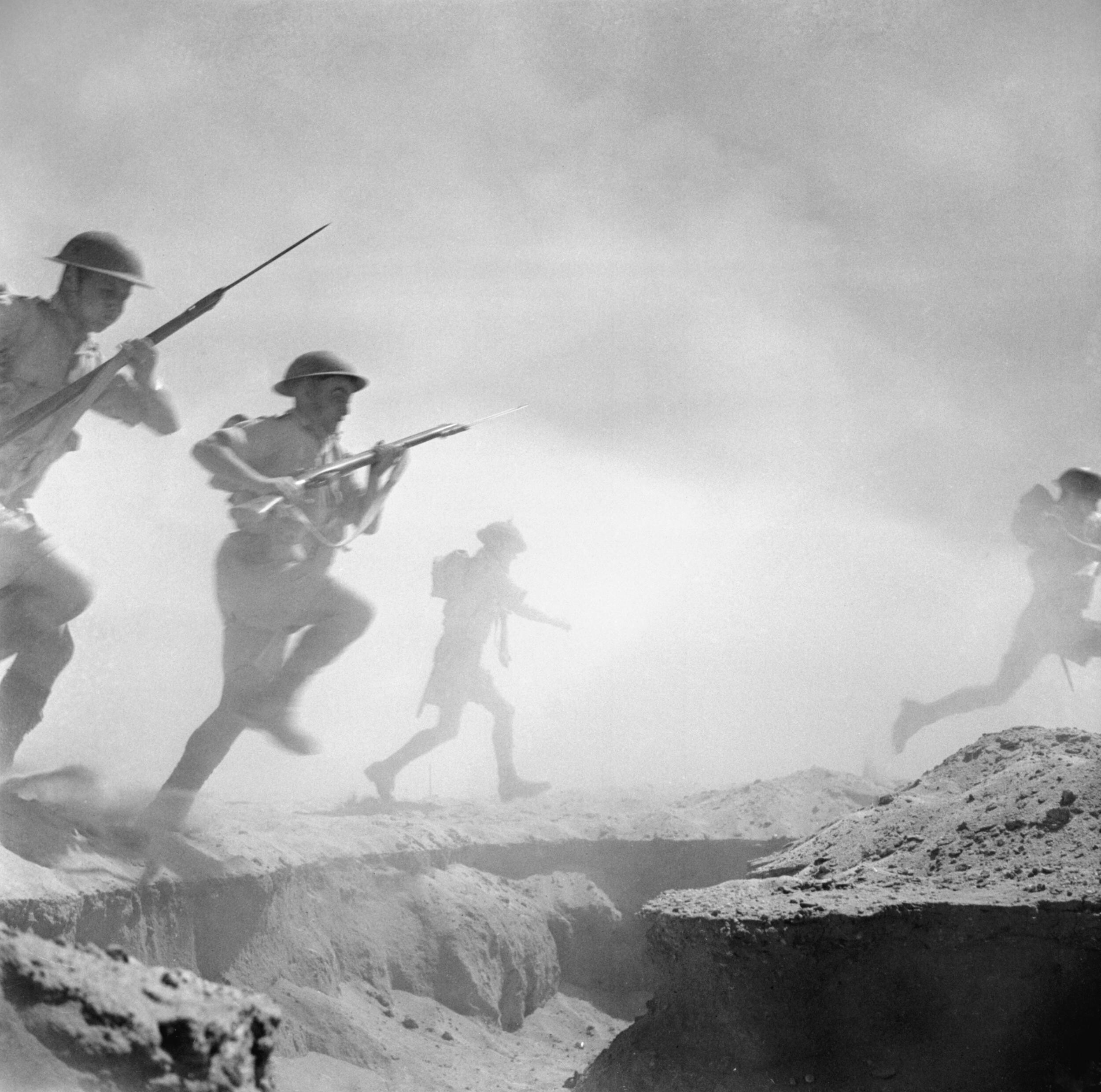
Australische Infanterie in der zweiten Schlacht von El Alamein (gestelltes Foto)

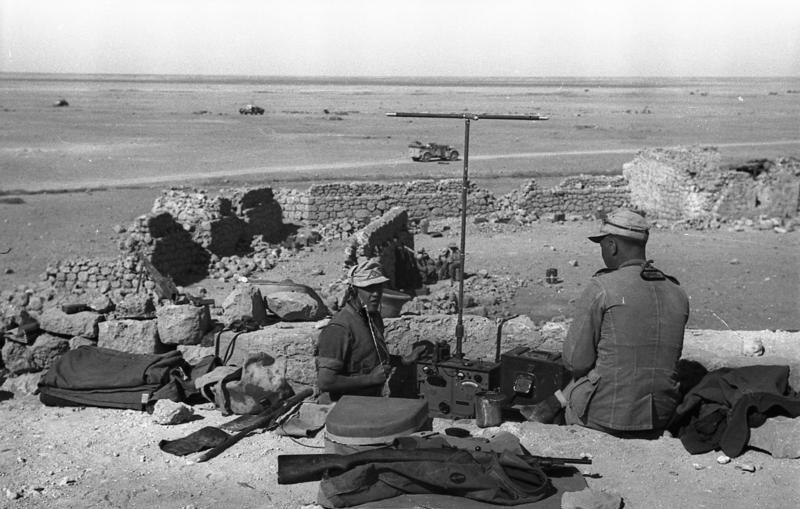
Soldaten mit Funkgerät, 1942, Aufnahmen der Propagandakompanien der Wehrmacht – Heer und Luftwaffe

Der weitere Vormarsch sollte nun durch Ägypten erfolgen. Ziel war es, die Stadt Alexandria zu nehmen und den Suezkanal zu besetzen. Hitler plante bereits, von dort weiter nach Vorderasien und Indien vorzustoßen, um so die britischen Kolonien zu bedrohen.
Kurz vor El Alamein hatten die Briten aber einen 65 Kilometer langen Verteidigungsgürtel aufgebaut. Auf Grund der südlich gelegenen sumpfigen Qattara-Senke in der Libyschen Wüste war es nicht möglich, diesen Gürtel zu umgehen; das sumpfige Gelände deckte die Flanke. Zusätzlich erschwerten weitere Versorgungsengpässe ein langfristig geplantes Vorgehen; die Offensive blieb stecken.
Am 20. Juli 1942 erhielt eine Einsatzgruppe unter dem Kommando von SS-Obergruppenführer Walther Rauff Instruktionen, wonach nach einer etwaigen Eroberung Palästinas außerhalb der Jurisdiktion der Wehrmacht alle dort ansässigen Juden zu töten seien. Ähnliche Instruktionen hatten im Jahr zuvor vor dem Unternehmen Barbarossa die Einsatzgruppen erhalten, die die sowjetischen Juden ermordeten.
Nach der gescheiterten Offensive in der ersten Schlacht von El Alamein wollte Rommel noch im August die Entscheidung zugunsten der Achsenmächte herbeiführen. Entgegen den Erwartungen verbesserte sich die Nachschublage im August jedoch keineswegs, da die von britischen U-Booten versenkte Tonnage massiv angestiegen war. Nun rächte sich, dass man auf die Einnahme Maltas verzichtet hatte. Der deutsche Offensivplan in der Schlacht von Alam Halfa ähnelte der erfolgreichen Konzeption von Gazala. Vorgesehen war ein schneller Stoß einer deutsch-italienischen schnellen Offensivgruppe durch die britischen Minenfelder im Süden, um anschließend nach Norden einzudrehen und die alliierten Truppen so einzukesseln und aus dem rückwärtigen Raum zu vernichten. Der Angriff wurde erst nach Treibstoffzusicherungen von Albert Kesselring gestartet. Nachdem die Offensive in der Nacht vom 30. auf den 31. August gestartet worden war, präsentierte sich der alliierte Widerstand als wesentlich stärker, da die 8. Armee durch Ultra bereits vor dem Angriff die Schwerpunkte gekannt hatte. Die Angriffe der Achsenmächte erreichten nicht die erwünschten Ziele und der gewonnene Boden wurde aufgrund eines alliierten Gegenangriffs mit starker Luftunterstützung weitgehend aufgegeben. Ausnahme blieben dabei die ehemaligen britischen Minengürtel, welche die Achsenmächte bei ihrem Rückzug bis zum 6. September auf die Ausgangsstellung in ihrer Hand behielten. Die alliierte Luftwaffe hatte ihre Doktrin für das RAF Middle East Command unter Arthur Tedder und Arthur Coningham von einer defensiven Patrouillentätigkeit auf eine modernere Luftüberlegenheitsdoktrin umgestellt, und konnte mit den neueren Hawker Hurricane und den Curtiss P-40 (Kittyhawk I) gegen Ende des Sommers die vollständige Luftüberlegenheit herstellen.
Die Situation für die Achsenmächte verschlechterte sich weiter, als der neue britische Befehlshaber Bernard Montgomery am 23. Oktober mit der zweiten Schlacht von El Alamein zum Gegenangriff ansetzte. Das kräftemäßig unterlegene Afrikakorps unterlag der aufgezwungenen Materialschlacht und musste den Rückzug nach Libyen antreten. Am 8. November landeten über 100.000 frische amerikanische und britische Soldaten in Marokko und Algerien (Operation Torch). Der nun eröffnete Zweifrontenkrieg überforderte das geschwächte Afrikakorps, sodass Tobruk am 13. November wieder in britische Hände fiel.
Aufgrund der kritischen Situation an der Ostfront – die Wehrmacht musste sich aus dem Kaukasus zurückziehen und es bahnte sich das Stalingrad-Desaster an – konnte das Oberkommando der Wehrmacht nur unzureichende Verstärkung über Südfrankreich entsenden. Im südlichen Tunesien vereinigten sich die frischen Einheiten mit der zurückweichenden Panzerarmee Afrika.

### 1943: Zerschlagung der Heeresgruppe Afrika
Ende Januar 1943 musste Libyen aufgegeben werden. Inzwischen standen die Truppen der Achsenmächte 480.000 alliierten Soldaten und damit einer doppelten Übermacht gegenüber. Auch verfügten die Alliierten über die vierfache Anzahl von Panzern und über die uneingeschränkte Luftüberlegenheit. Am 23. Januar besetzten die Briten Tripolis.

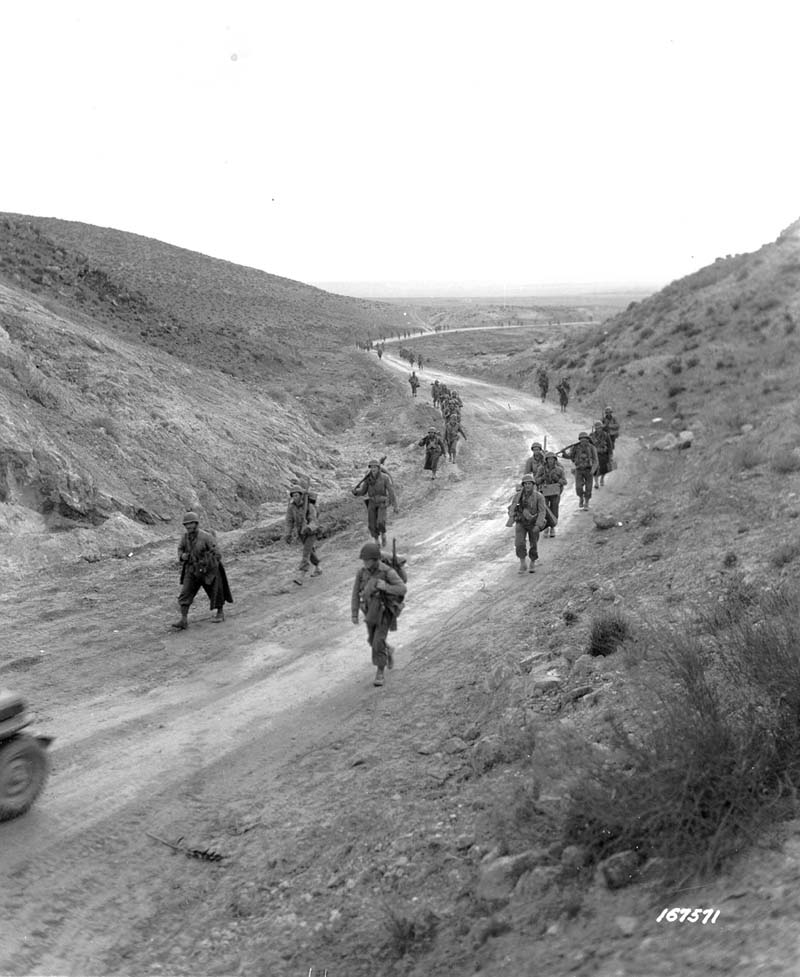
US-Soldaten am Kasserinpass, 1943

In der Schlacht am Kasserinpass von 19. bis 22. Februar fügten die Achsenmächte den anrückenden Amerikanern eine schwere Niederlage zu, die sie jedoch wegen der Bedrohung durch die Briten nicht zu dauerhaften strategischen Erfolgen nutzen konnten. Am 23. Februar 1943 wurde Rommel Oberbefehlshaber der neu als solchen formierten Heeresgruppe Afrika. Am 4. März schlug Rommel in einem ausführlichen Funkspruch an Hitler vor, die Frontlinie drastisch zu verkürzen und sich auf einen kleinen Brückenkopf um Tunis zurückzuziehen. Am 7. März erhielt Rommel vom Führerhauptquartier die kategorische Ablehnung dieses Vorschlags; Hitler äußerte sich wütend. Darauf entschloss sich Rommel, nunmehr seine Kur anzutreten. Am 9. März flog Rommel von Sfax aus nach Deutschland.
Er sprach mit Hitler über ein Ende der Kampfhandlungen. Hitler blieb aber starrköpfig und verweigerte dem Afrika-Korps den Rückzug auf das europäische Festland. Rommel blieb in Deutschland (u. a. wollte die NS-Propaganda vermeiden, dass er mit der absehbaren Niederlage in Verbindung gebracht würde). Am 11. März verlieh Hitler Rommel für seinen Einsatz in Afrika die Brillanten zum Ritterkreuz mit Eichenlaub und Schwertern. Rommel war der erste Soldat des Heeres, der diese exklusive Auszeichnung erhielt.
Im März und April wurden die Soldaten der Achsenmächte schließlich eingeschlossen. Vor allem an der Mareth-Linie leisteten sie erbitterten Widerstand bis Ende März. Erst nachdem am 12. und 13. Mai 1943 Rommels Nachfolger Generaloberst Hans-Jürgen von Arnim bei Tunis kapituliert hatte, erfuhr die Öffentlichkeit, dass Rommel Afrika bereits im März verlassen und eine weitere Auszeichnung erhalten hatte. Zuvor war es wegen der Befehlsmissachtungen Rommels erstmals zu Spannungen zwischen Hitler und seinem „Lieblingsgeneral“ gekommen. Die Spannungen ließen nach, als sich Rommels Einschätzung der nicht mehr abzuwendenden Niederlage in Nordafrika schließlich bestätigte.

## Erschwerende Umstände während des Afrikafeldzuges

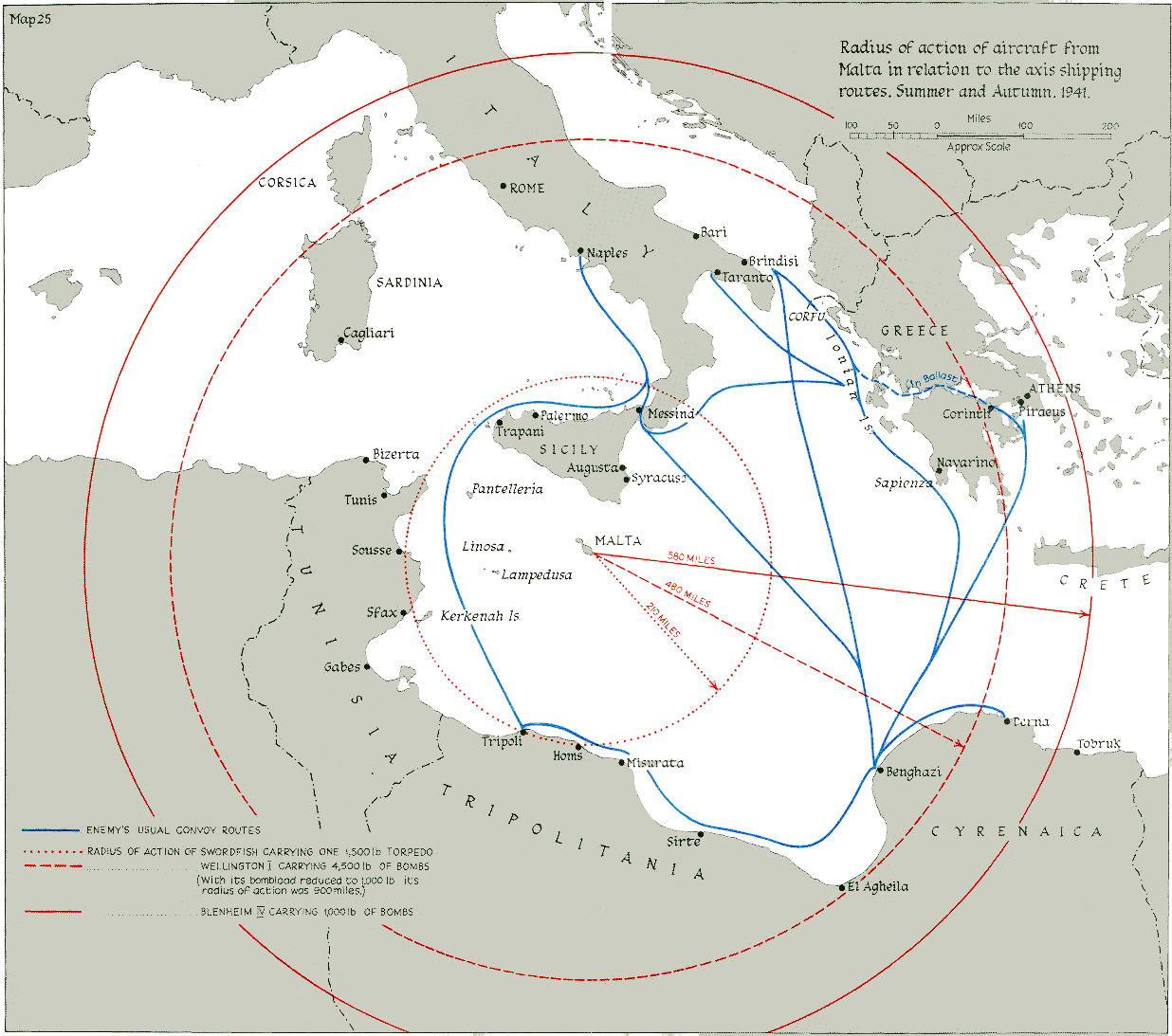
Aktionsradius der alliierten Luftwaffe von Malta, 1941

Die Versorgung der Truppen mit Nahrungsmitteln, Treibstoff, Munition und Ausrüstung war auf Grund der Distanzen in Nordafrika nur schwer sicherzustellen. Für die Achsenmächte wirkte sich zudem die starke Präsenz der britischen Marine im Mittelmeer zusätzlich nachteilig aus. So fielen im Sommer 1942 zwei Drittel der aus Sizilien bzw. dem besetzten Griechenland kommenden deutsch-italienischen Nachschublieferungen den von Malta bzw. von Ägypten aus operierenden britischen U-Booten und Flugzeugen zum Opfer. Den Briten gelang es mit Hilfe von Ultra wichtige Informationen über geplante Versorgungskonvois der Achse zu dechiffrieren und dadurch deren Nachschub nachhaltig zu stören. Operative Erfolge auf dem Schlachtfeld waren für beide Seiten mit wachsenden Distanzen zu ihren jeweiligen Versorgungspunkten verbunden. Somit war der Erfolg militärischer Operation stärker als auf jedem anderen Schlachtfeld vom funktionierenden Nachschub abhängig.
Zudem stellten das Wüstenklima (am Tag bis zu 50 °C, nachts bis unter 0 °C) und der Sand hohe Anforderungen an Mensch und Material. Typischerweise benötigt ein Mensch unter diesen Bedingungen vier bis fünf Liter Wasser am Tag, so dass sich Versorgungsengpässe schnell nachteilig auswirken konnten. Der Wüstensand war für die damaligen Fahrzeuge und die Technik eine hohe Belastung und verursachte erhöhten Verschleiß oder Wartungsaufwand.
Das Afrikakorps hatte zwar leistungsfähige technische Versorgungsdienste, so waren die deutschen Einheiten zur Instandhaltung, Bergung und Reparatur ausgefallener, beschädigter oder erbeuteter Fahrzeuge und Waffen gut ausgestattet und im Regelfall motorisiert. Die Logistik auf der Seite der Achsentruppen musste sich jedoch mit einem vielfältigen Gemisch von Material und Waffen aus Italien und Deutschland sowie mit Beutewaffen besonders Beutepanzer und Beute-LKW aus Großbritannien, Frankreich und Russland auseinandersetzen. Hierfür mussten zusätzliche Spezialwerkzeuge, Ersatzteile und Munition beschafft und bevorratet werden. Insbesondere bei Rückzügen, die oftmals über große Distanzen erfolgen mussten, konnten ausgefallene Panzer und Fahrzeuge oft nicht geborgen werden.

Erschwerend kamen Rivalitäten zwischen der deutschen Wehrmacht und den italienischen Streitkräften sowie Konflikte zwischen den deutschen Teilstreitkräften (Heer, Marine und Luftwaffe) hinzu. 

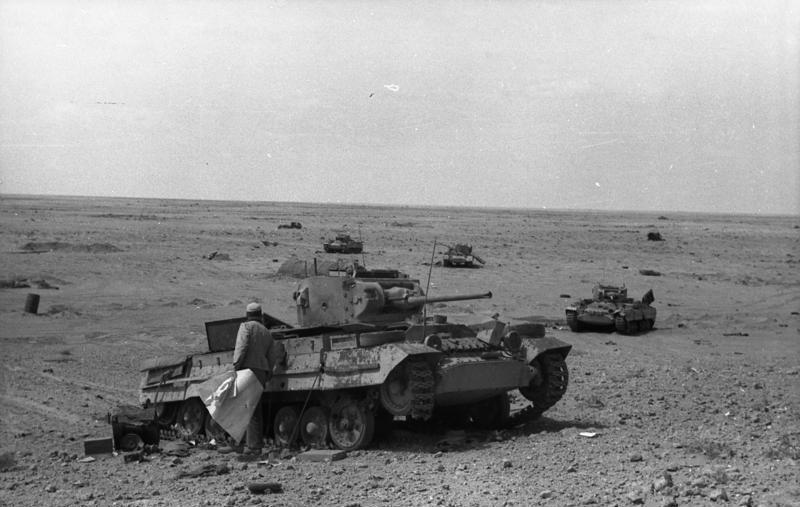
Abgeschossene britische Panzer im Jahr 1942, Aufnahme der Propagandakompanien der Wehrmacht – Heer und Luftwaffe

Das Gelände mit seinen weiten offenen Flächen erforderte andere taktische Vorgehensweisen als in Mitteleuropa (dichter besiedelt und von Deckung bietenden Wäldern durchzogen). Nur sehr wenige Gebiete boten natürliche, durch Flankenmanöver nicht umgehbare Engpässe, in denen eine statische Verteidigung aufgebaut werden konnte. Die theoretisch überlegenen taktischen Fähigkeiten der Wehrmacht zum Gefecht der verbundenen Waffen sowie zum Bewegungskrieg verlor im weiteren Verlauf des Feldzugs an Bedeutung, als die britische 8. Armee unter Bernard Montgomery im Osten und die frischen US-Truppen im Westen die deutsch-italienischen Truppen kräftemäßig deutlich übertrafen.
Die Wüste als weit offenes Gelände erleichterte in den tiefen Flanken den Einsatz von motorisierten Kommandogruppen wie dem Special Air Service und der Long Range Desert Group – die Operationen wie die Operation Flipper mit dem Angriff auf Rommels Hauptquartier durchführten.

## Verluste
| Italiener         | 362.341 |
| Deutsche          | 151.994 |
| Franzosen (Vichy) | 3.343   |
| Briten            | 220.000 |
| US-Amerikaner     | 18.221  |
| Freie Franzosen   | 16.000  |

## Folgen

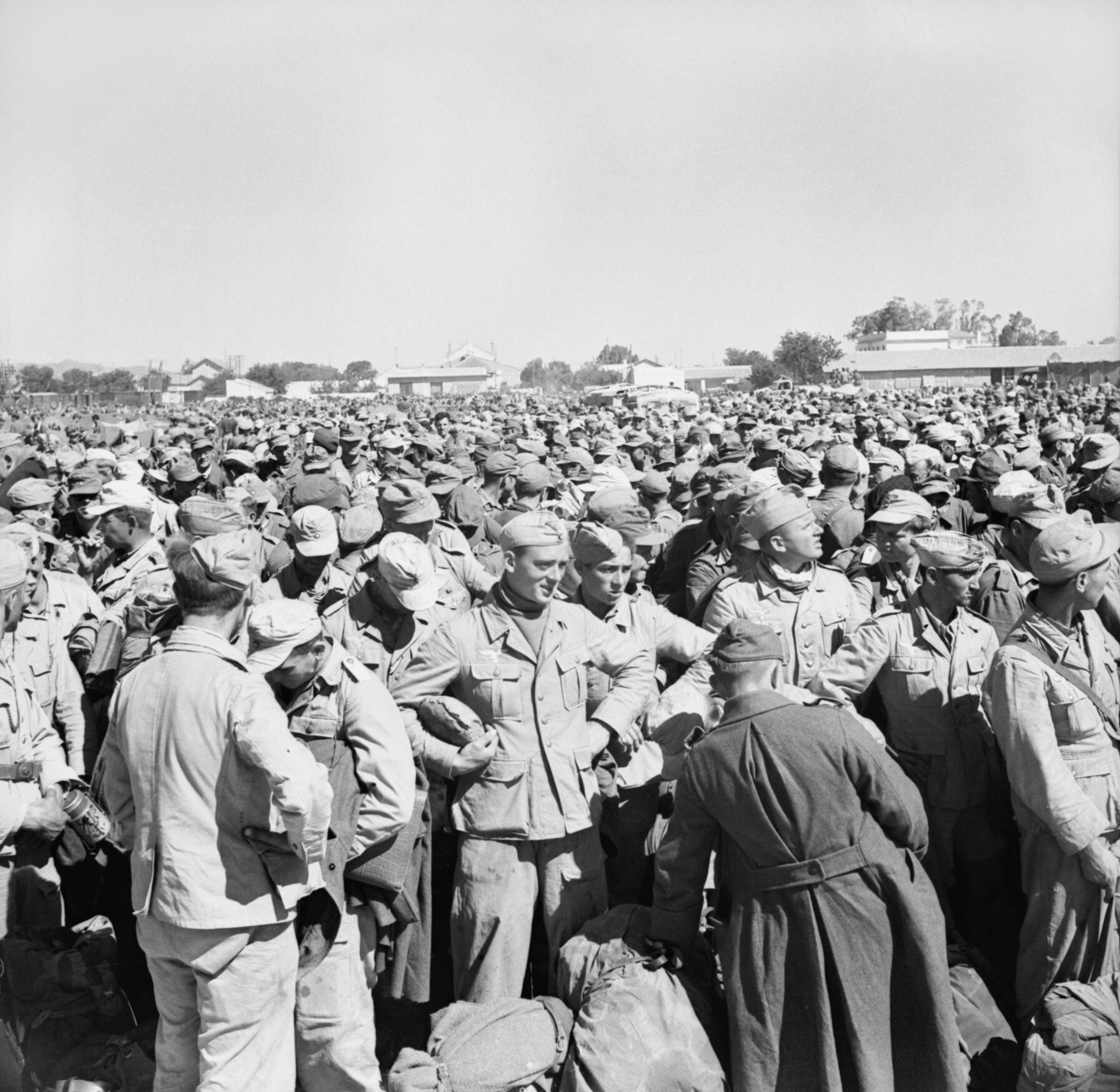
Deutsche und italienische Gefangene, 12. Mai 1943

Fast 255.000 deutsche und italienische Soldaten gerieten in Kriegsgefangenschaft, da Hitler keine Rückverschiffung nach Europa erlaubte.
Die Generäle Auchinleck, Wavell, Anderson und Fredendall spielten bei den künftigen militärischen Operationen der Alliierten keine Rolle mehr, während Montgomery, Eisenhower und Patton sich für höchste Aufgaben empfohlen hatten. Seit seinen spektakulären Erfolgen stand Generalfeldmarschall Rommel im Rampenlicht der Öffentlichkeit. Das Afrikakorps war durch die unmenschliche Umgebung, die Erfolge und Medien zu einem Sinnbild deutschen Kampfeswillens geformt worden. Die Deutschen reagierten daher entsetzt auf die Niederlage und die hohen Verluste in Nordafrika. Das Schlagwort vom „zweiten Stalingrad“ fand im Deutschen Reich rasche Verbreitung.
Die alliierten Streitkräfte hatten nun die Kontrolle über das Mittelmeer und gute Voraussetzungen für eine alliierte Landung auf Sizilien. Damit begann am 10. Juli 1943 die alliierte Invasion in Italien. Sie führte am 25. Juli zum Sturz Mussolinis und am 3. September zur Unterzeichnung des Waffenstillstandes zwischen Italien und den Westalliierten.

## Geplante Judenvernichtung

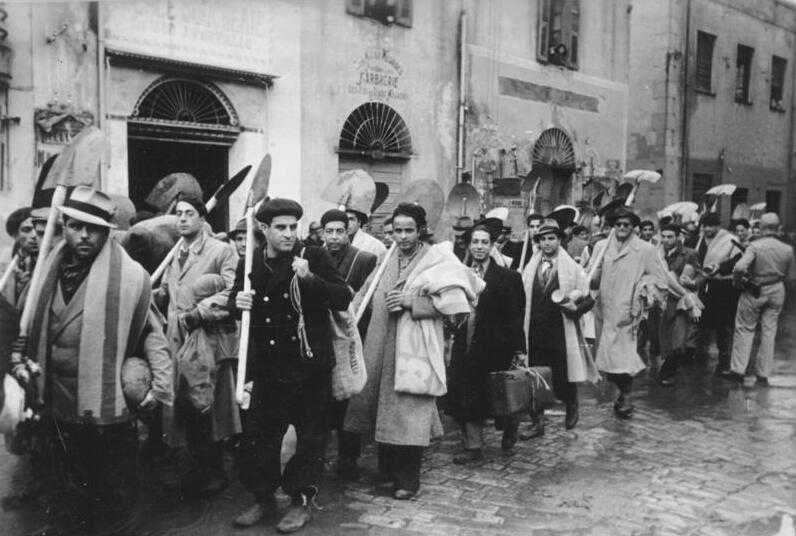
Jüdische Zwangsarbeiter, Tunis 1942, (Propagandaaufnahme)

Obwohl Rommel nicht als Antisemit galt, schuf er mit dem Vormarsch des Afrikakorps doch die Voraussetzung dafür, die Juden Nordafrikas in den Holocaust mit einzubeziehen. In Tunesien wurden Arbeitslager für sie errichtet, wo nach heutigem Kenntnisstand 39 von ihnen umkamen. Für die Juden in Palästina stellte der deutsche Vorstoß eine immense Bedrohung dar.
In Athen stand eine Einsatzgruppe unter dem Kommando von SS-Obersturmbannführer Walther Rauff bereit, die mit der Vernichtung der jüdischen Bevölkerung in Ägypten und Palästina beginnen sollte und am 20. Juli 1942 von Rommels Stab die notwendigen Instruktionen für ihre Tätigkeit im rückwärtigen Heeresgebiet erhalten hatte. Ein Teil der arabischen Bevölkerung Palästinas, soweit er sich am Mufti von Jerusalem Mohammed Amin al-Husseini orientierte, sehnte einen Sieg der Deutschen herbei, weil sie auf eine Vertreibung der Juden, Briten und Franzosen hoffte. Angesichts der näher rückenden Truppen des Afrikakorps hielten es die Briten daher trotz der angespannten militärischen Lage des Sommers 1942 für nötig, Teile ihrer 9. Armee in Palästina zu belassen, um die ansässigen Juden vor Pogromen durch die Araber zu schützen.
Als im Sommer 1942 der Vormarsch der deutschen Wehrmacht bis ins ägyptische Niltal zu befürchten war, bat der Großrabbiner von Kairo den Scheich der Azhar-Moschee, Mohammed Mustafa al-Maraghy, um Unterstützung für den Fall von Pogromen nach einem deutschen Einmarsch in Ägypten. Das Gespräch belegt nach Ansicht des Historikers Alexandre Kum’a N’dumbe, dass die pro-deutsche und pro-faschistische Linie al-Husseinis unter Arabern nicht vorherrschend  war.
Am 24. November 1942 wurde das Einsatzkommando Rauff nach Tunesien verlegt. Dort musste er in der Judenfrage Rücksicht auf den italienischen Verbündeten und den französischen Generalrepräsentanten Estéva nehmen. Massenmord konnte Rauff nicht organisieren. Neben einem Zwangsarbeitsprogramm startete die deutsche Besatzungsmacht vielfältige Initiativen zur Ausplünderung der jüdischen Gemeinden mit der Begründung das „internationale Judentum“ sei für alliierte Bombenangriffe auf tunesische Städte verantwortlich.

## Narrative
Goebbels Propaganda bot das sonnige Nordafrika mit Rommel im Befehlswagen und donnernden Panzern, unterlegt mit dem Lied Panzer rollen in Afrika vor eine ideale Inszenierungsfläche statt der öden Weiten Russlands. Für die Briten war es der einzige Landkriegsschauplatz. 1943 kam der britische Film Desert Victory (1944 ausgezeichnet mit dem Oscar für Dokumentarfilme) und die amerikanischen Spielfilme Five Graves to Cairo und Sahara in die Kinos und das führte zu einer Popularisierung und verzerrten Darstellung des exotischen ja fast schon schönen Krieges.
Nach dem Krieg entstanden neuere Erzählungen der Völkerverständigung, wonach gleichwertige Gegner miteinander gekämpft hätten, die einander militärisch und moralisch respektiert hätten. Paul Carells Buch Die Wüstenfüchse (1958) und der Film Der Stern von Afrika (1957) mit entpolitisierten Helden, die tief im Herzen den Krieg ablehnten trafen den Publikumsgeschmack. Der Mythos Nordafrika war in allen Ländern ein Thema. Besonders stolz sind die Italiener auf die militärischen Leistungen der Fallschirmjägerdivision Folgore (Churchill: Löwen von Folgore). General Messe setzte den italienischen Veteranen mit seinen Memoiren La mia armata in Tunisia (1960) ein Denkmal und der Film El Alamein – La linea del fuoco (2002) beschränkt seine Darstellung auf die militärischen Aspekte und die Opferrolle der Italiener ohne politische Einordnung. Die von freifranzösischer Seite verlorene Schlacht von Bir Hakeim wurde geschickt als Wende für die Wiederauferstehung des republikanischen Frankreich gedeutet und die Brücke Pont de Bir-Hakeim und Metrostation Bir-Hakeim in Paris erinnern an das Ereignis. Der Mythos des Afrikakrieges ist zweifellos am engsten mit der Person von Erwin Rommel verbunden, dessen Bild in der Wissenschaft immer wieder hinterfragt, diskutiert, relativiert und revidiert wurde. Die Haltung schwankt im Extrem zwischen unkritischer Bewunderung und kategorische Verteufelung.

### Offizielle militärgeschichtliche Darstellungen
In vielen der am Zweiten Weltkrieg teilnehmenden Nationen wurden die Geschehnisse später in offiziellen militärgeschichtlichen Darstellungen aufbereitet. Von diesen behandeln folgende den Afrikafeldzug:
Australien
- Gavin Long: To Benghazi (= Australian War Memorial [Hrsg.]: Australia in the war of 1939–1945. Series 1 – Army. Band 1). Australian War Memorial, Canberra 1961, OCLC 872538251 (gov.au [PDF; abgerufen am 12. Dezember 2018]).
- Barton Maughan: Tobruk and El Alamein (= Australian War Memorial [Hrsg.]: Australia in the war of 1939–1945. Series 1 – Army. Band 3). Australian War Memorial, Canberra 1966, OCLC 933092460 (gov.au [PDF; abgerufen am 2. Dezember 2018]).

Deutschland
- Gerhard Schreiber, Bernd Stegemann, Detlef Vogel: Der Mittelmeerraum und Südosteuropa. Von der »non belligeranza« Italiens bis zum Kriegseintritt der Vereinigten Staaten (= Militärgeschichtliches Forschungsamt [Hrsg.]: Das Deutsche Reich und der Zweite Weltkrieg. Band 3). Deutsche Verlags-Anstalt, Stuttgart 1984, ISBN 3-421-06097-5, Die italienisch-deutsche Kriegsführung im Mittelmeer und in Afrika, S. 591–682.
- Horst Boog, Werner Rahn, Reinhard Stumpf, Bernd Wegner: Der Globale Krieg. Die Ausweitung zum Weltkrieg und der Wechsel der Initiative. 1941–1943 (= Militärgeschichtliches Forschungsamt [Hrsg.]: Das Deutsche Reich und der Zweite Weltkrieg. Band 6). Deutsche Verlags-Anstalt, Stuttgart 1990, ISBN 3-421-06233-1, Fünfter Teil, I. Der Beginn der zweiten deutsch-italienischen Offensive in Nordafrika und der Kampf um Malta, S. 569–594.

Italien
- Mario Montanari: Sidi el Barrani (Giugno 1940–Febbraio 1941) (= Ufficio Storico [Hrsg.]: Le operazioni in Africa settentrionale. Band 1). Stato maggiore dell’esercito, Roma 1985, OCLC 603722101.
- Mario Montanari: Tobruk (Marzo 1941–Gennaio 1942) (= Ufficio Storico [Hrsg.]: Le operazioni in Africa settentrionale. Band 2). Stato maggiore dell’esercito, Roma 1985, OCLC 929862118.
- Mario Montanari: El Alamein (Gennaio–Novembre 1942) (= Ufficio Storico [Hrsg.]: Le operazioni in Africa settentrionale. Band 3). Stato maggiore dell’esercito, Roma 1989, OCLC 247554263.
- Mario Montanari: Enfidaville (Novembre 1942–Maggio 1943) (= Ufficio Storico [Hrsg.]: Le operazioni in Africa settentrionale. Band 4). Stato maggiore dell’esercito, Roma 1993, OCLC 470399009.

Südafrika
- J.A.I. Agar-Hamilton, Leonard Charles Frederick Turner: The Sidi Rezeg battles, 1941. This book was prepared by the Union War Histories Section of the Office of the Prime Minister of the Union of South Africa. Oxford University Press, Cape Town 1957, OCLC 25042454.

Vereinigtes Königreich
- Ian Stanley Ord Playfair, C.J. Molony, George Marquis Stewart Stitt, S.E. Toomer: The early successes against Italy : (to May 1941). In: Her Majesty’s Stationery Office (Hrsg.): History of the United Kingdom in the Second World War – Military Series (= The Mediterranean and Middle East. Band 1). Her Majesty’s Stationery Office, London 1959, OCLC 881708088.
- Ian Stanley Ord Playfair, James Butler: The Germans come to the help of their ally, 1941. In: Her Majesty’s Stationery Office (Hrsg.): History of the United Kingdom in the Second World War – Military Series (= The Mediterranean and Middle East. Band 2). Her Majesty’s Stationery Office, London 1960, OCLC 59086174.
- Ian Stanley Ord Playfair, F.C. Flynn, C.J. Molony, T.P. Gleave: British fortunes reach their lowest ebb: September 1941 to September 1942. In: Her Majesty’s Stationery Office (Hrsg.): History of the United Kingdom in the Second World War – Military Series (= The Mediterranean and Middle East. Band 3). Her Majesty’s Stationery Office, London 1960, OCLC 58901476.
- Ian Stanley Ord Playfair, F.C. Flynn, C.J. Molony, T.P. Gleave: The destruction of the Axis forces in Africa. In: Her Majesty’s Stationery Office (Hrsg.): History of the United Kingdom in the Second World War – Military Series (= The Mediterranean and Middle East. Band 4). Her Majesty’s Stationery Office, London 1966, OCLC 2802405.